# Davor Borno
Davor Borno, hrvaški pop glasbenik – pevec in skladatelj

## Biografija
Davor Borno, hrvaški kantavtor, je glasbeno kariero začel leta 1990 kot pevec zadnjega albuma hrvaške pop-rock skupine ITD Band in se v bivši Jugoslaviji pokazal kot perspektiven glasbenik. Pred tem je bil vokalist v skupini Borisa Novkovića z imenom Nočna straža. Od leta 1992 nastopa kot solist in kantavtor. Sodeloval je na 14 festivalih zabavne glasbe. Večkrat je bil nagrajen, med drugim za najboljšega debitanta na festivalu Split 93. 
Leta 2000 je začel uspešno nastopati tudi v Sloveniji. V zadnjih letih je eden najbolje prodajanih hrvaških izvajalcev, njegovi albumi pa dosegajo platinasto in diamantno naklado. Ustvarja pop glasbo v svojem maternem jeziku in v izrazitem mediteranskem stilu. Veliko sodeluje s slovenskimi glasbeniki  in ustvarja ter izvaja skladbe tudi v slovenščini. V večletni karieri je pogosto gostoval po Evropi, v klubih hrvaških izseljencev, imel je tudi dvomesečno turnejo s 60 koncerti po Ukrajini.
1996. je izdal solistični album Ljubav ili grijeh. Med letoma 2001 in 2008 je izdal še pet albumov: Što imam od života, Tko sam ja, Vagabundov sin, Pozdrav iz Dalmacije in Mediterraneo, mediteranski album z dalmatinskim, italijanskim in grškim prizvokom. Album Mediterraneo je plod mednarodnega sodelovanja – Bornovega avtorskega pristopa in aranžmajev slovenskega producenta Bojana Šeruge. Na lestvici SLO TOP 30 radia Val 202 je bil Mediterraneo takoj po izidu, februarja 2008, najbolje prodajani hrvaški album v Sloveniji (2. mesto na celotni lestvici). Leta 2007 je njegove koncerte v Sloveniji obiskalo preko 40 000 ljudi.
Leta 2009 je prejel nagrado publike slovenske radio-televizije RTV Net za najboljšega izvajalca leta 2008. Zmagal je v vseh treh kategorijah. Decembra 2009 je zmagal tudi na mednarodnem festivalu MEF 2009 in za avtorsko skladbo Moj je život samo bol prejel 1. nagrado publike in poslušalcev radijskih postaj.
Leta 2010 je bil objavljen dvojni album s 40 uspešnicami njegovega 20-letnega glasbenega ustvarjanja Borno – The diamond collection 1990–2010. Na album so uvrščeni tudi dueti s slovenskimi pevkami. Novembra 2010 je bil objavljen koncertni DVD Pozdrav iz Dalmacije z 28 uspešnicami in posebno gostjo Bornovega koncerta Heleno Blagne. Koncert je bil v živo posnet v mariborski Festivalni dvorani "Lent". Do leta 2012 so bile pesmi Davorja Borna objavljene na 73 nosilcih zvoka (vključno s kompilacijami in avtorskimi albumi – gramofonskimi ploščami, kasetami, CD-ji in DVD-ji).
Borno ustvarja tudi za druge izvajalce. S Heleno Blagne je posnel duet v slovenskem jeziku Ko te nimam  in za njen album napisal skladbo Ti nisi vreden mojih solz.  Gostoval je tudi na več Heleninih turnejah.  V Sloveniji se Borno pogosto udeležuje humanitarnih koncertov in akcij.         

## Diskografija
Do leta 2012 je bilo objavljenih:
- 8 avtorskih albumov (1 dvojni album)
  - 1990 S ove strane ljubavi (ITD Band) (srebrni album)
  - 1996 Ljubav ili grijeh (srebrni album)
  - 2002 Što imam od života (diamantni album)
  - 2003 Tko sam ja (diamantni album)
  - 2004 Vagabundov sin (platinasti album)
  - 2005 Pozdrav iz Dalmacije (The best of 2000–2005) (platinasti album)
  - 2008 Mediterraneo (zlati album)
  - 2010 Borno - The diamond collection 1990–2010 (dvojni album)
- 1 DVD
  - 2010 Pozdrav iz Dalmacije (DVD koncerta, posnetega v živo)
- 14 festivalskih albumov
- 43 kompilacijskih albumov na Hrvaškem, v Sloveniji in tujini
- 7 albumov (Borno kot gost)

## Festivali
- 1992 Zagrebfest 92, pesem Nek mi tužne pjesme sviraju
- 1993 Hrvaški izbor za Eurosong, Dora 93, pesem Ispod zvjezdica
- 1993 Split 93, pesem Vjeruj da ljubav ne umire
- 1993 Zagrebfest 93, pesem Prolazi duga godina
- 1994 Zagrebfest 94, pesem Samo ti
- 1995 Cro top fest 95, pesem Jače
- 1996 Osfest 96, pesem Jesam li za tebe bio ja
- 1997 Osfest 97, pesem Kad propadne sve
- 1999 Melodije hrvatskog Jadrana 99, pesem Da imam dva života ja
- 2001 Hrvatski radijski festival, pesem Dajte mi vino
- 2004 Melodije morja in sonca Portorož (internacionalni šov), pesem Vagabundov sin
- 2008 Hrvatski radijski festival,pesem Ljudi
- 2009 internacionalni festival MEF 2009, pesem Moj je život samo bol
- 2010 internacionalni festival MEF 2010, pesem Ruku na srce